# Évelyne Corbière Naminzo
Pour les articles homonymes, voir Corbière.
Évelyne Corbière, née Naminzo le 12 novembre 1980, est une femme politique française. Elle est sénatrice de La Réunion depuis 2023.

## Biographie
Professeur des écoles depuis 2003, Évelyne Corbière est mariée et mère de deux enfants. Elle s’engage dans la vie associative en 2013 en adhérant à l’Union des femmes de La Réunion et milite en particulier sur la question des violences contre les femmes.
Elle est élue conseillère régionale en 2021 puis sénatrice en 2023.